# 2005-ös Radio Disney Music Awards
A 2005-ös Radio Disney Music Awards a negyedik díjátadó gála, amit a Radio Disney Burbankban tartottak. Aly & AJ kapták a legtöbb díjat. A gálát a Radio Disney sugározta.

## Jelöltek és győztesek
| - Hilary Duff - Lindsay Lohan - JoJo - Jesse McCartney - Lil' Romeo - Justin Timberlake - Raven-Symoné - Lindsay Lohan - Hayden Panettiere - "Wake Up" – Hilary Duff - "Rumors" – Lindsay Lohan - "Beautiful Soul" – Jesse McCartney | - "Shake a Tail Feather" – Cheetah Girls - "First" – Lindsay Lohan - "Fly" – Hilary Duff - "Rush" – Aly & AJ - "Good Life" – Jesse McCartney - "My Hero Is You" – Hayden Panettiere - "Do You Believe in Magic" – Aly & AJ - "Beautiful Soul" – Jesse McCartney - "Wake Up" – Hilary Duff - "Walking on Sunshine" – Aly & AJ - "Rumors" – Lindsay Lohan - "Wake Up" – Hilary Duff |

## Fordítás
- Ez a szócikk részben vagy egészben  a(z)   2005 Radio Disney Music Awards című angol Wikipédia-szócikk ezen változatának fordításán alapul.  Az eredeti cikk szerkesztőit annak laptörténete sorolja fel. Ez a jelzés csupán a megfogalmazás eredetét és a szerzői jogokat jelzi, nem szolgál a cikkben szereplő információk forrásmegjelöléseként.